# Françoise Fabian

Françoise Fabian în afișul filmului Noaptea mea cu Maud (1969)

Françoise Fabian (născută Michelle Cortès, n. 10 mai 1933, Alger, Algeria franceză, Franța) este o actriță și cântăreață franceză. 
După o pregătire artistică la Alger, apoi la Paris, cariera sa cinematografică a început în 1954 și a căpătat întreaga sa dimensiune la începutul anilor 1970, în urma succesului din Ma nuit chez Maud (1969) regizat de Éric Rohmer și care i-a deschis și mai mult porțile spre o mare varietate de roluri pe ecran.
Printre cele mai cunoscute filme ale sale se numără Comisarul Maigret se înfurie (1963), Frumoasa zilei (1966), Noaptea mea cu Maud (1969) și De ce este ucis un magistrat (1974). 

## Biografie
Fabian s-a născut din părinți spanioli-francezi în districtul Hussein Dey din Alger, Algeria franceză, astăzi Algeria. După ce a studiat muzica în orașul ei natal, a plecat la Paris în anii 1950 și a luat lecții de actorie la Conservatorul Cours Simon cu René Simon.
În 1954 a debutat pe scenă la Paris. În anul următor, a început să filmeze cu regizorul Jacques Becker și a jucat în diferite comedii. Fabian a lucrat, de asemenea, repetat pentru televiziune din anii 1960.
Printre numeroasele sale producții de film italo-francez, se remarcă artistic în filmul lui Luis Buñuel, Frumoasa zilei (1967). Cu toate acestea, ea a apărut și în filme ușor-erotice banale. A jucat roluri principale importante în filmul lui Michel Deville, Raphaël ou le Débauché (1971) și Un an norocos (1973) al lui Claude Lelouch. Pentru rolul din „Un an norocos” a primit premiul David di Donatello și premiul San Sebastián International Film Festival pentru cea mai bună actriță. În 2014, a primit o nominalizare la César pentru cea mai bună actriță în rol secundar din Les garçons et Guillaume, à table!.
Françoise Fabian a fost căsătorită cu regizorul Jacques Becker din 1957 până în 1960 și cu actorul Marcel Bozzuffi din 1963 până în 1988.

## Filmografie selectivă
- 1956 Les Mémoires d'un flic, regia Pierre Foucaud : contesa
- 1956 Croitorul doamnelor (Le Couturier de ces dames), regia Jean Boyer : Sophie, mannequin
- 1956 Mademoiselle Pigalle (Cette sacrée gamine), regia Michel Boisrond
- 1956 Michel Strogoff, regia Carmine Gallone : Natko
- 1956 Till Buhoglindă, regia Gérard Philipe și Joris Ivens
- 1960 O duminică de vară (Una domenica d'estate), regia Giulio Petroni
- 1963 Comisarul Maigret se înfurie (Maigret voit rouge), regia Gilles Grangier : Lily, barmanița
- 1966 Hoțul (Le Voleur), regia Louis Malle : Ida
- 1966 Frumoasa zilei (Belle de jour), regia Luis Buñuel : Charlotte
- 1969 L'Américain, regia Marcel Bozzuffi : la femme de l'agence
- 1969 Specialiștii (Gli specialisti), regia Sergio Corbucci : Virginia Pollywood
- 1969 Noaptea mea cu Maud (Ma nuit chez Maud), regia Éric Rohmer : Maud
- 1970 Taurul vede roșu (Un condé), regia Yves Boisset : Hélène Dassa
- 1970 Out 1 : Noli me tangere sau Out 1 : Spectre, regia Jacques Rivette : Lucie
- 1971 Raphaël ou le Débauché de Michel Deville : Aurore de Chéroy
- 1972 Torino negru (Torino nera), regia Carlo Lizzani : Lucia Rao
- 1972 Au rendez-vous de la mort joyeuse, regia Juan Luis Buñuel : Françoise
- 1973 Salut l'artiste, regia Yves Robert : Peggy
- 1973 Un an norocos (La Bonne Année), regia Claude Lelouch : Françoise
- 1974 De ce este ucis un magistrat (Perché si uccide un magistrato), regia Damiano Damiani : Antonia Traini
- 1977 Madame Claude, regia Just Jaeckin : Madame Claude
- 1983 Benvenuta, regia André Delvaux : Jeanne
- 1983 Le Cercle des passions, regia Claude d'Anna : Renata Strauss
- 1984 Partir, revenir, regia Claude Lelouch : Sarah Lerner
- 1988 Trois places pour le 26, regia Jacques Demy : Mylene de Lambert
- 1990 Plaisir d'amour, regia Nelly Kaplan : Do
- 1997 Secret défense, regia Jacques Rivette : Geneviève
- 1999 La Lettre (A Carta), regia Manoel de Oliveira : dna. de Chartres
- 1999 La Bûche', regia Danièle Thompson : Yvette
- 2004 5×2, regia François Ozon : Monique
- 2008 Made in Italy, regia Stéphane Giusti : Rosa
- 2008 LOL (Laughing Out Loud)®, regia Lisa Azuelos : mama-mare
- 2009 Un homme et son chien, regia Francis Huster : soția lui Achab
- 2013 Post partum, regia Delphine Noels : Carmen
- 2018 Brillantissime, regia Michèle Laroque : Claire
- 2021 Rose, regia Aurélie Saada : Rose

## Premii și nominalizări

### Premii

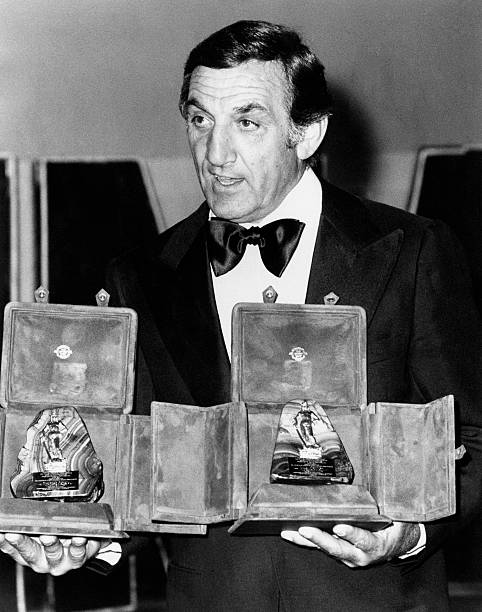
Lino Ventura la a 19-a ceremonie de premiere David di Donatello în 1974, deținând premiile câștigate de Françoise Fabian și el însuși pentru filmul Un an norocos.

- 1973 Festivalul de la San Sebastián –  Scoica de Argint pentru cea mai bună actriță pentru Un an norocos (ex-æquo cu Glenda Jackson pentru A Touch of Class)
- 1974 a 19-a ceremonie de premiere David di Donatello – premiul David spécial pentru Un an norocos
- 2005 Festival de la fiction TV de Saint-Tropez – Prix hommage spécial lui Françoise Fabian și Jean-Pierre Cassel pentru rolul din filmul de televiziune La Femme coquelicot[12]
- 2022 Festivalul de film de la Cabourg – premiul Swann d'honneur (Lebăda de onoare, Cabourg)

### Nominalizări
- César 1989 – César pentru cea mai bună actriță în rol secundar pentru Trois places pour le 26
- César 2014 – César pentru cea mai bună actriță în rol secundar pentru Les Garçons et Guillaume, à table !